# Óbolgár irodalom

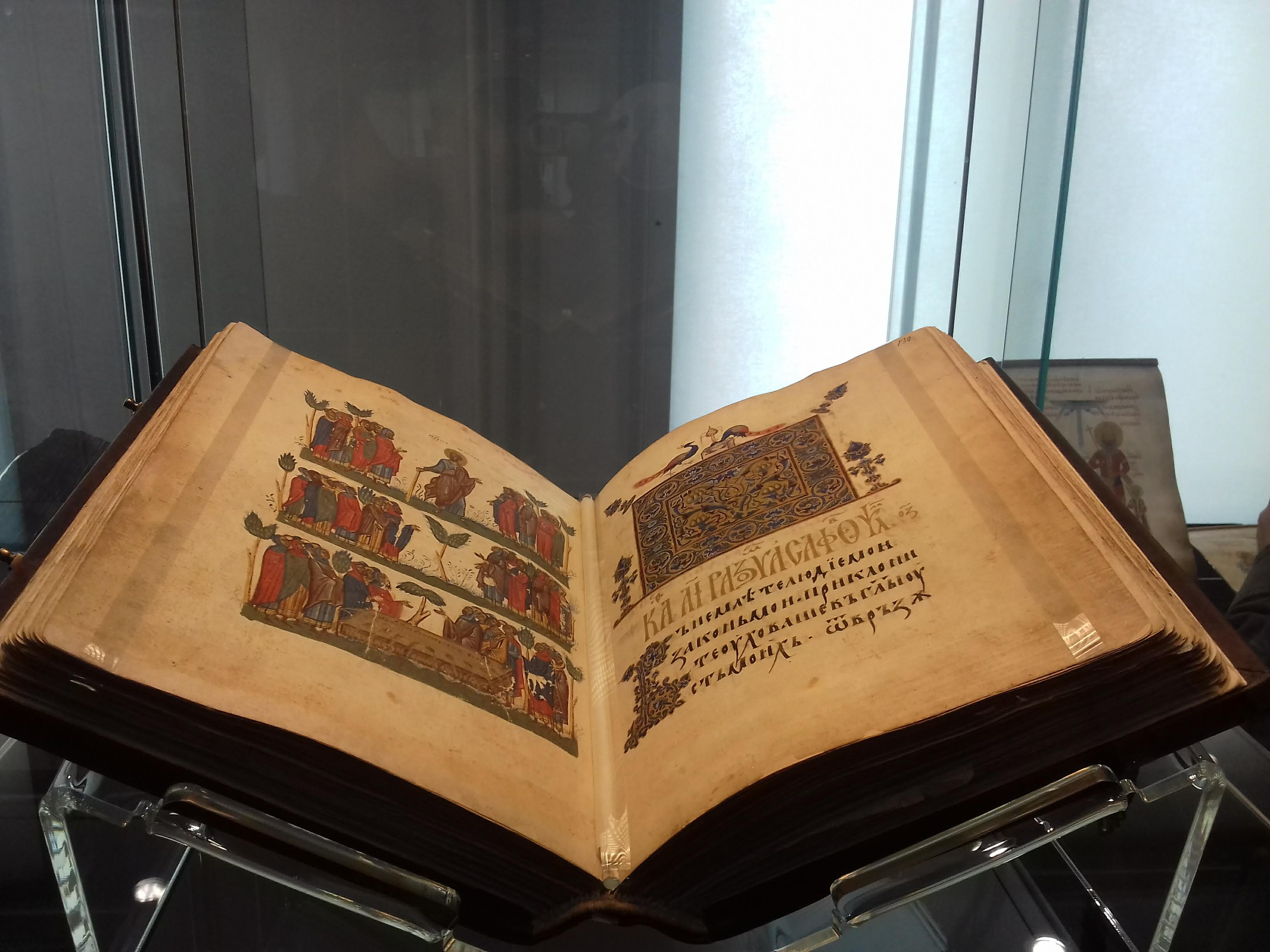
A Tomics-féle zsoltároskönyv (Томичов псалтир) a 14. századból

Az óbolgár irodalom a bolgár irodalomnak a bolgár írásbeliség előtti időktől körülbelül a 18. század közepéig terjedő időszaka. Az írásbeliség kialakulása előtt a területen élő népek irodalmáról lehet beszélni, illetve görög írású óbolgár feliratokról és szájról szájra terjedő népköltészetről, népdalokról. Mintegy 80 óbolgár felirat maradt az utókorra a 9. és 10 századból, zömében sírfeliratok, események, hódítások kőbe vésett lenyomatai, az egyik ilyen lelet Omurtag bolgár kán kőbe vésett felirata Tarnovóban. A bizánci kereszténység felvétele fontos fordulópont volt az elszlávosodott bolgárok történetében, lehetővé tette a bolgárok számára, hogy az egyház nyelve a nép nyelve legyen, ami jelentősen elősegítette a szláv írás és irodalom fejlődését. A szláv írásbeliség alapjait Cirill és Metód fektette le, az ő tanítványaik vitték a cirill és a glagolita ábécét Bulgária területére.
Az ortodox vallás elterjedését követően a bolgár irodalom gyakorlatilag a keresztény hitnek lett alárendelve. Metód tanítványai iskolákat alapítottak Bulgáriában, Ohridi Kelemen Ohridban hozott létre egyet, a másik nagy központ Preszlavban létesült, olyan személyiségekkel, mint Preszlavi Konstantin, Joan Ekzarh, Csernorizec Hrabar, Csernorizec Doksz vagy I. Simeon bolgár cár. Simeon 893-ban Preszlavba helyezte át a székhelyét, ahol a preszlavi gyűlésen az óbolgár nyelvet tették meg az ország és az egyház hivatalos nyelvének. Ennek köszönhetően itt alakult ki az óbolgár irodalom „aranykora”. 
A középkori világi próza népszerű műfaja az elbeszélés lett, bizánci és görög szövegek átültetése folyt. Az elbeszéléseket két nagy csoportra osztják az irodalomtörténészek: erkölcsoktató elbeszélésekre és hősi-történelmi jellegű elbeszélésekre. Az egyik legnépszerűbb irodalmi alkotás ebben az időszakban a Nagy Sándor legendáit tartalmazó Sándor-regény volt. A keresztény irodalmi alkotások megjelenésével egy időben az úgynevezett apokrif, azaz kánonon kívüli irodalmi művek is elterjedtek Bulgáriában, bizánci közvetítéssel. A 10. századtól vált jellemzővé a műfaj. A művek többségét görög nyelvből fordították, de léteznek ismeretlen szerzőségű, eredeti bolgár apokrif történetek is, ilyenek például a Balgarszki apokrifen letopisz vagy a Szolunszka legenda. Születtek féltudományos művek is, amelyek a középkori ember számára próbálták megmagyarázni a világ jelenségeit. Ilyen volt pl. a Razumnik, mely egyfajta enciklopédiaként igen népszerű volt.
Ugyancsak a 10. században jelentek meg Bulgáriában a bogumilok, egy eretneknek nyilvánított vallási irányzat követői, akik mindenféle intézményt –  beleértve a templomokat is – a Sátán művének tartottak. Bogumilok által írt mű alig maradt fenn, mert az egyház ezeket a műveket rendre elégette. Az egyik ilyen megmaradt írás 10-11. században keletkezett Tajnata kniga vagy Tajna kniga, melyben Jézus által szólaltatnak meg a bogumil tanok. Jelentősek a bogumilok ellen írt vallásos művek is ebben az időszakban.
A 13. és 14. századra tehető a bolgár irodalom második aranykora. Tarnovo és az uralkodó által támogatott rilai kolostor mellett Vidin is jelentős irodalmi központnak számított ekkor. Az irodalom nyelve azonban elmaradott volt, ami miatt Evtimij pátriárka azon fáradozott, hogy létrehozza a nyelvi és nyelvtani egységet. A török hódoltság idejében megszűntek a kulturális központok, az oszmánok felszámolták a nemzeti egyházat, rengeteg könyv és kézirat elpusztult, az irodalmi élet egy időben a szófiai irodalmi iskolában koncentrálódott (melynek jelentős személyiségei közé tartozik Pejo pópa és Matej Gramatik), majd ahogy a 17. és 18. században egyre inkább hanyatlani kezdett az irodalmi élet az elnyomás alatt, már csupán néhány kolostorban foglalkoztak könyvírással és -másolással. Ebben az időszakban kiemelkednek a gyűjteményes munkák, melyek már nem az elavult egyházi nyelven íródtak, hanem sokkal közelebb állnak a nép beszélt nyelvéhez.

## Az írásbeliség előtt

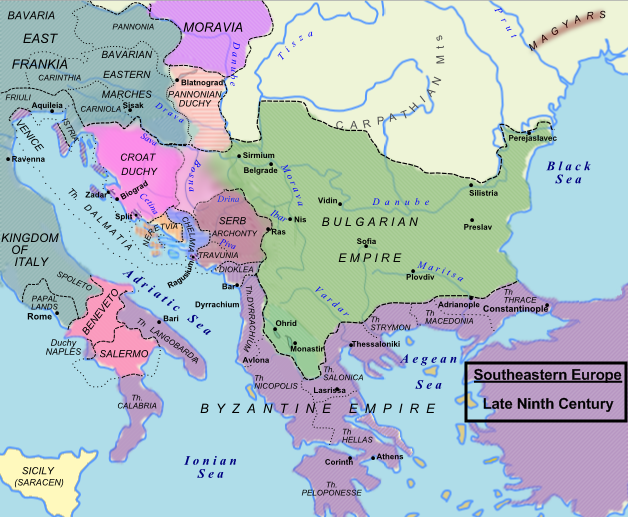
Bulgária és balkáni szomszédjai I. Borisz uralkodása idején

Az óbolgár írásbeliség kialakulása előtt a mai Bulgária területén lakó trákok, majd a területen megjelenő görögök, makedónok és rómaiak irodalmáról, művészetéről lehet beszélni. A római időszakban a latin nyelv és a görög nyelv is igen elterjedt volt a területen, de a trák művészeteket kiszorítani teljesen nem tudták, ez csak a 7. században beáramló, Bizáncot is legyőző szlávoknak sikerült, akik mintegy két évszázad alatt teljesen asszimilálták a hellenizált trákokat, megtelepedtek Bizánc közvetlen szomszédságában, és a bolgár-törökökkel összeolvadva független államot hoztak létre. A birodalmuk északon a Tiszáig húzódott, nyugaton egészen az Adriai-tengerig. Ebből az időszakból származnak az első óbolgár, görög nyelvű feliratok.
Az írásbeliség előtti óbolgár költészet művei eredeti formájukban nem ismertek, létezésüket történelmi utalások jegyezték fel. Hitvalló Szent Theophanész történetíró szerint 592-ben három szláv énekes látogatott Maurikiosz bizánci császár udvarába, akik guszlán játszottak. I. Miklós pápa 866-ban I. Borisz bolgár kánnak írt levelében arra kéri a kánt, hogy tagadják meg a pogány népszokásokat, köztük a pogány dalokat. A pogány bolgár-török népköltészet beleolvadt a szlávok kultúrájába, és motívumai ma már nem lelhetők fel a bolgár népköltészetben. Ezekre ma már legfeljebb következtetni lehet a rokon csuvas nép költészete, valamint a görög nyelven fennmaradt, 7–9. századból származó, kőbe vésett óbolgár feliratok alapján. A ma ismert bolgár népmesék, népdalok motívumai a szláv törzsek pogány időszakába nyúlnak vissza. Ebből az ősvallásból származhat Lada istennő neve, melyet megőriztek a Rila környékén énekelt népdalokban. Ugyancsak a kereszténység felvétele előtti időszakra vezethetők vissza a különféle bájolók, igézők, siratók, lakodalmi énekek, mondák és legendák. A 8. és 9. században a költészetben a földműveléssel és állattenyésztéssel kapcsolatos szokásokhoz, szertartásokhoz fűződő lírai dal volt a leggyakoribb műfaj.

## A bolgár írásbeliség kezdetei

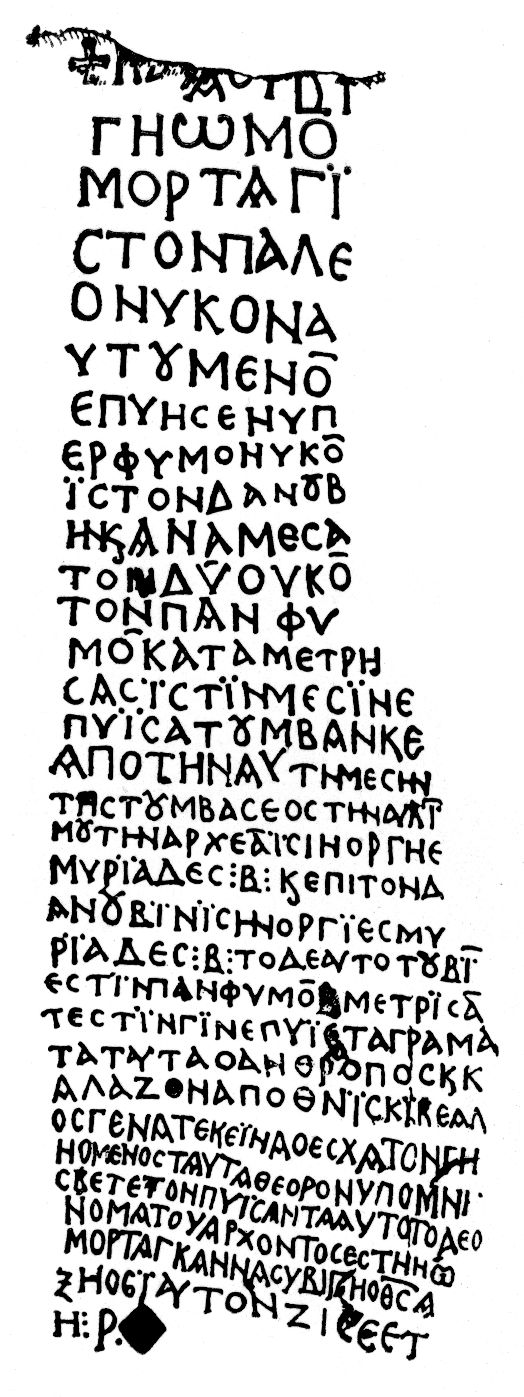
Omurtag bolgár kánról szóló, 822-ből származó, görög nyelvű óbolgár felirat Tarnovóban

A bolgárok elődei a területen már használták a görög nyelvet és írást, ezt a bolgárok is átvették. A görög nyelvű szövegekbe bolgár szavak kezdtek beszivárogni, például görögre nem fordítható személy- és helységnevek formájában; ilyen volt például az Első bolgár kánok névlajstroma. Mintegy 80 óbolgár felirat maradt az utókorra a 9. és 10 századból, zömében sírfeliratok, események, hódítások kőbe vésett lenyomatai, jobbára az ország északi részéről. Az egyik érdekes ilyen lelet Omurtag bolgár kán kőbe vésett felirata, melyet Tarnovóban találtak:
Kanaszubigi Omurtag, régi otthonában élve dicsőséges otthont épített a Dunán, és a két igen dicsőséges otthona között középen, miután lemérte [a távolságot], tumulust emelt. A tumulus közepétől a régi palotámig 20 000 öl (orguia) terül el, és a Dunáig 20 000 öl. A tumulus maga a legdicsőségesebb és miután lemértem a földet, feljegyeztem. Ha az ember jól is él, meghal és utána másik jön a világra. A később világra jövők emlékezzenek hát, látván ezt a feliratot arra, aki készítette. A neve Omurtag, kanaszubigi. Éltesse isten 100 évig.
Ugyancsak jelentős lelet az a 865-ből, az albániai Ballshból származó felirat, mely Borisz kán megkeresztelkedését írja le. A keresztény vallás felvétele fontos fordulópont volt az immáron elszlávosodott bolgárok történetében. Borisz felismerte, hogy a vallás fontos szerepet tölt be mind a külpolitikában, mind a nép irányíthatósága terén. Először a nyugati kereszténységgel ismerkedett, azonban III. Mikhaél bizánci császár hathatós, hadsereggel támogatott nyomásának köszönhetően végül a bizánci kereszténység felvétele mellett döntött. Ez lehetővé tette a bolgárok számára, hogy az egyház nyelve a nép nyelve legyen, ami jelentősen elősegítette a szláv írás és irodalom fejlődését. A környező, szlávok lakta területeken is hasonló változások mentek végbe, például Rasztiszláv morva fejedelem is inkább bizánci vallású szláv papokat kért, hogy megállítsa a Keleti Frank Királyság agresszív hódító törekvéseit, melyeket német papok segítségével igyekezett véghezvinni. Bizánc a két tehetséges szerzetest, Cirillt és Metódot küldte el, akik aztán munkájukkal megalapozták a szláv írásbeliséget.
Metód tanítványai vitték el a Cirillnek tulajdonított két új ábécét, a cirillt és a glagolitát, valamint különféle szláv könyveket Bulgáriába. Arról, hogy a cirill vagy a glagolita ábécé jött létre előbb, illetve, hogy mindkettő a szerzetes munkája lenne, megoszlik a kutatók véleménye. Az mindenesetre biztos, hogy a két ábécé egy ideig együtt létezett az óbolgár irodalomban, majd a galgolitát fokozatosan kiszorította a cirill írás. Cirill és Metód maga is írt több költeményt, imakönyvet, különféle vallási dokumentumokat ültettek át az új ábécére.

## Keresztény irodalom a 9. és 10. században

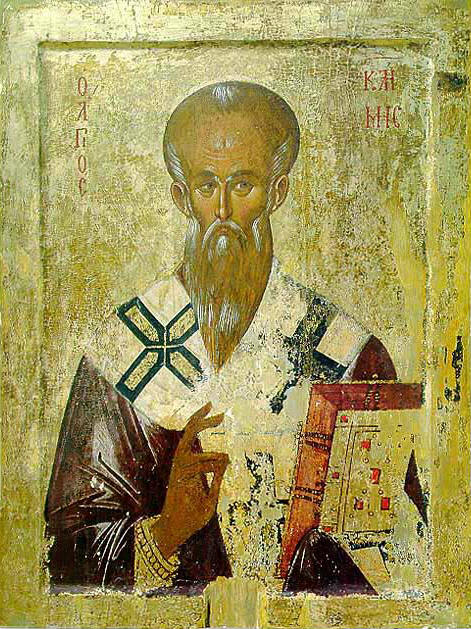
Ohridi Kelemen

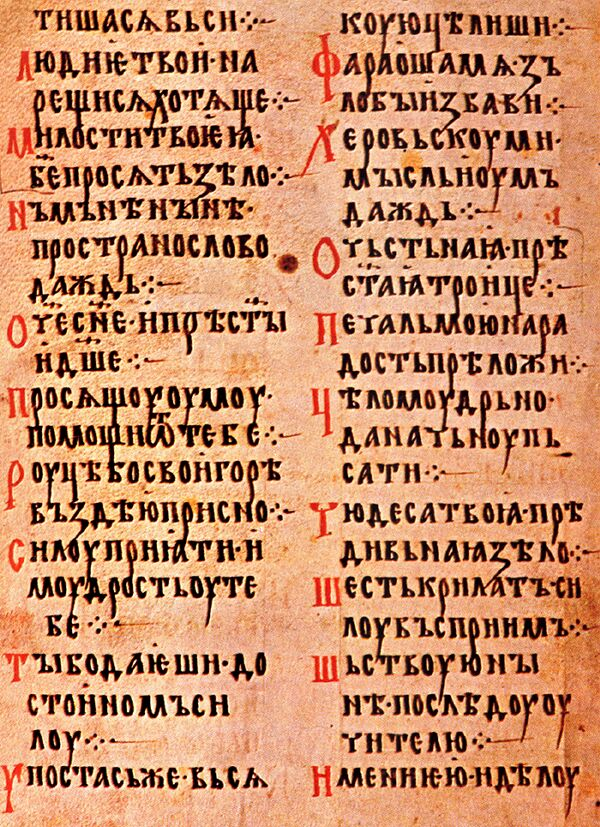
Az ábécés ima

Az ortodox vallás elterjedését követően a bolgár irodalom gyakorlatilag a keresztény hitnek lett alárendelve. Az egyház fontosnak tartotta a szent iratok lefordítását, szertartáskönyvek, szentbeszédek, hitszónoklatok születtek, szentek életét mesélték el a hívők okítására. Ebben az időszakban az írott irodalmat kevesen olvasták, hiszen csak néhány kiváltságosnak adatott meg az írás és olvasás ismerete, köztük az egyházi embereknek. A néphez ezen művek egy része jutott csak el, az is felolvasott formában.
Metód tanítványai iskolákat alapítottak Bulgáriában, Ohridi Kelemen Ohridban (ma Macedónia) hozott létre egyet, a másik nagy központ Preszlavban létesült, olyan személyiségekkel, mint Preszlavi Konstantin, Joan Ekzarh, Csernorizec Hrabar, Csernorizec Doksz vagy I. Simeon bolgár cár, Borisz papnak szánt kisebbik fia. Simeon utasítására készült el az úgynevezett Simeon-féle gyűjtemény, mely nehezen érthető egyházi szövegek magyarázatát tartalmazza. Simeon 893-ban Preszlavba helyezte át a székhelyét, ahol a preszlávi gyűlésen az óbolgár nyelvet tették meg az ország és az egyház hivatalos nyelvének. Ennek köszönhetően itt alakult ki az óbolgár irodalom „aranykora”, többek között Preszlavi Konstantin, a főváros első szláv érseke és Doksz, Borisz testvére részvételével.
Az ohridi iskola
Az ohridi iskola két fő személyisége Kelemen és Naum volt. Kelemen amellett, hogy érseki kötelességeit teljesítette, hatalmas oktatási munkát is végzett, életrajza szerint mintegy 3500 diákja volt, és mindemellett számos egyházi munkát is írt, köztük 50 szlovát, azaz prédikációt. Kelemen volt az egyik első a szláv irodalomban, aki aposztrofálta (megszólította) a szentek egyes testrészeit. Retorikai stílusa meggyőző és hatásos volt, összetett melléknevekkel és szótő-ismétlésekkel (például: „dörgött akár a mennydörgés”). Naum Metód és Kelemen tanítványa volt és Kelemen után vette át az ohridi iskola vezetését, ha írt műveket, azok nem maradtak fenn.
A preszlavi iskola
A preszlavi iskola fontos képviselője volt Konstantin, akit valamikor 906-ban neveztek ki püspökké. Legismertebb műve a prédikációkat tartalmazó Ucsitelno evangelie (Учително евангелие, „Oktató evangélium”). Ebben a kötetben található az úgynevezett „ábécés ima” (Азбучна молитва, Azbucsna molitva) is, ezt tartják az első, szláv nyelven írt versnek, és érdekessége, hogy a sorok kezdőbetűiből az ábécé olvasható ki. A vers szerzősége vitatott, egyes tudósok Cirillnek tulajdonítják, mások Konstantinnak. Konstantin nevéhez fűződik még a Történetek (Историкии, Isztorikii) című, görögből fordított krónika is, mely új műfajjal ismertette meg a bimbózó szláv irodalmat. Konstantin számos más művet is írt, ezek egyike sem maradt fenn eredeti formájában, csupán 12–13. századi másolatokból ismertek.

## A világi próza

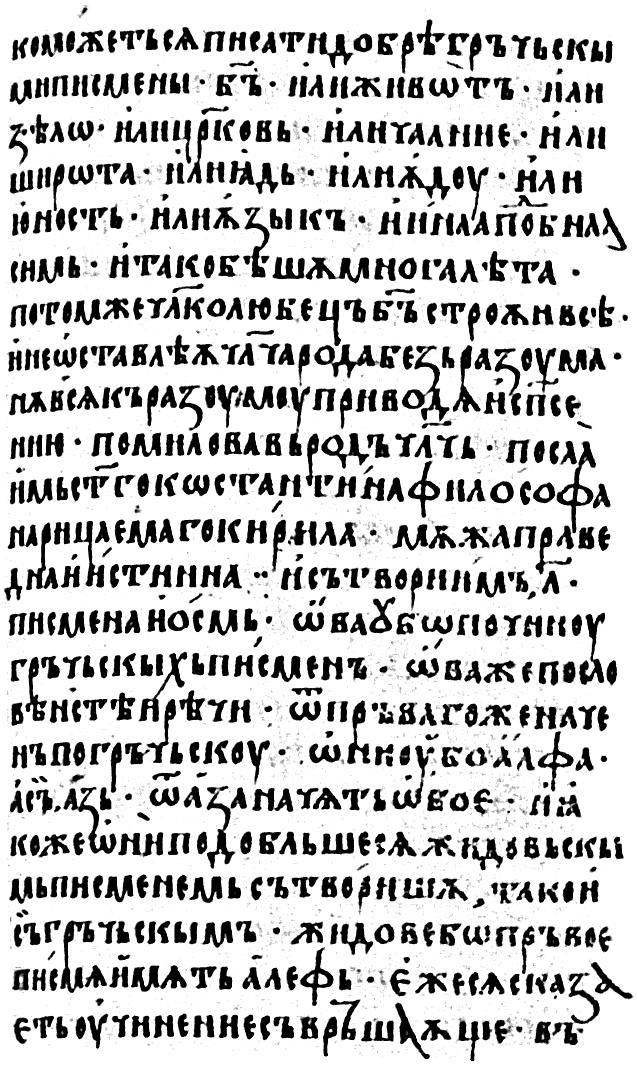
Csernorizec Hrabar O piszmeniha című művének egy részlete

A világi könyvek iránti szükséglet is megjelent már a 10. század környékén, görögből fordított krónikákkal és természettudományos művekkel, mint például Joan Ekzarh Nebesza (Небеса, „Egek”) című munkája, vagy Csernorizec Hrabar O piszmeniha (óegyházi szláv nyelven: О писмєньхъ, bolgárul: За буквите, Za bukvite, „A betűkről”) című publicisztikai műve. A középkori bolgár irodalom népszerű műfaja az elbeszélés lett, melynek elemei felbukkannak a bibliai történetekben, szentek legendáiban is, így nem meglepő, hogy az első elbeszélések keresztény felhangúak voltak. Néhány elbeszélés tárgya felbukkan a népmesékben és népdalokban is. Jobbára fordításokról van szó, bizánci és görög szövegek átültetéséről. Két nagy csoportra osztják az irodalomtörténészek: erkölcsoktató elbeszélésekre és hősi-történelmi jellegű elbeszélésekre.
A bizánci közvetítéssel átvett elbeszélések zöme indiai és arab eredetű, melyek mire Bizáncba (majd onnan Bulgáriába) értek, jelentősen megváltoztak, keresztény színezetet kaptak. Ilyen például az erkölcsoktató elbeszélések közé tartozó Barlám és Jozafát (Варлаам и Йоасаф, Varlaam i Joaszaf) története, vagy a Sztefanit i Ihnilat (Стефанит и Ихнилат, „Stefanit és Ichnilát”), melyet a Pancsatantrából vettek át. A hősi-történelmi elbeszélések nagy része a trójai háborúról és Nagy Sándorról szólt. Mivel eredeti szövegek nem maradtak fenn, csak később készült másolatok, nehéz megállapítani, hogy mikor kezdődött az elbeszélések fordítása, és mikor keletkeztek az első eredeti bolgár elbeszélések. Irodalomtudósok szerint a 10. század környékén keletkezhettek, ekkora datálható az első, bolgár témájú elbeszélés, a Csudoto sz balgarina (Чудото с българина, „Egy bolgárral történt csoda”) keletkezése is, mely feltehetően maga is fordítás. A történet Simeon és a magyar törzsek harcairól szól. Ez a történet egy tíz elbeszélésből álló, ismeretlen szerzőtől származó ciklus része, melynek címe Poveszt za zseleznijat kraszt (Повест за железният кръст, „Elbeszélés a vaskeresztről”), és Szent György csodatételeit taglalja.
Az egyik legnépszerűbb irodalmi alkotás ebben az időszakban a  Nagy Sándor legendáit tartalmazó Sándor-regény (Александрията, Alekszandrijata) volt, melyet először a 9.-10. században fordíthattak bolgárra és rengeteg változatban és másolatban terjedt. Ugyanígy jól ismert volt a középkori irodalomban Trojanszka pritcsa (Троянска притча, „Trójai történet”), mely azonban csak a 14. században jutott el Bulgáriába.
A hősi vándorénekek, bár szintén keresztény felhangúak, a világi kalandregények jegyeit is magukon viselik. Ilyen pl. Szent Elek legendája (Алексий, човек Божи; Alekszij, csovek Bozsi). Hasonló témakörben mozog a Poveszt za Akir Premadri (Повест за Акир Премъдри, „A bölcs Akir meséje”), melyben a főszereplő trükkös módon bizonyítja, hogy bemártották a nevét. Ugyancsak kedveltek voltak Salamon király anekdotái.
Léteztek olyan művek is, mint a Phüsziologosz bolgár fordítása, mely többnyire fantasztikus állatábrázolásokat és azok vallási interpretációit tartalmazta, például az egyszarvú leírását.

## Apokrif irodalom
A keresztény irodalmi alkotások megjelenésével egy időben az úgynevezett apokrif, azaz kánonon kívüli irodalmi művek is elterjedtek Bulgáriában, bizánci közvetítéssel. A X. századtól vált jellemzővé a műfaj. Az egyház által elfogadott művek többsége mesterséges stílusú volt, túlzottan választékos; a hétköznapi élettel kevés kapcsolatuk volt, ezért inkább csak az uralkodó osztály olvasta őket. A kevésbé képzett alsópapság és a sokszor írástudatlan nép jobban kedvelte az apokrif történeteket, mert azok stílusa közvetlenebb, szórakoztatóbb volt számukra, és olyan kérdésekre is választ kaphattak belőlük, melyekre az egyház nem tudott kielégítően felelni. Az apokrif történetek is bibliai eredetűek, de nem kerültek bele az egyház által elfogadott kánonba. Két típusát lehet megkülönböztetni: ótestamentumi apokrif történetek és újtestamentumi apokrif iratok. Főszereplői bibliai alakok, mint Ádám és Éva, Pál apostol, Ábrahám, Salamon király, Dávid vagy Jézus. A művek többségét görög nyelvből fordították, de léteznek ismeretlen szerzőségű, eredeti bolgár apokrif történetek is, ilyenek például a Balgarszki apokrifen letopisz (Български апокрифен летопис, „Bolgár apokrif krónika”) vagy a Szolunszka legenda (Солунска легенда, „Szaloniki legenda”). Igen népszerűek voltak a Jézus életét feldolgozó művek, mintegy harmincról tudni, de csupán hét maradt fenn belőlük.
Itt lehet megemlíteni azokat a féltudományos műveket, melyek valamelyest eltértek az egyházi tanításoktól és a középkori ember számára próbálták megmagyarázni a világ jelenségeit. Ilyen volt pl. a Razumnik (Разумник, „Bölcs könyv”), mely egyfajta enciklopédiaként igen népszerű volt, geológiai, asztronómiai, geográfiai adatokat, válaszokat tartalmazott kérdés-felelet formájában. Ugyancsak keresettek voltak a jóskönyvek, mint a Gramnik (Гръмник, „Villámkönyv”), a Kolednik (Коледник, „Karácsonyi könyv”) vagy a Lunnik (Лунник, „Holdkönyv”), melyekből az adott kor társadalmáról, politikai helyzetéről lehet információkat szerezni, de természeti megfigyeléseik szempontjából is jelentősek.
Az apokrif irodalom hatással volt az újkori bolgár irodalom számos szerzőjére (például Petko Szlavejkov, Sztojan Mihajlovszki, Petko Todorov, Nikolaj Rajnov), valamint a népdalokra, népmesékre is.

## Bogumil irodalom

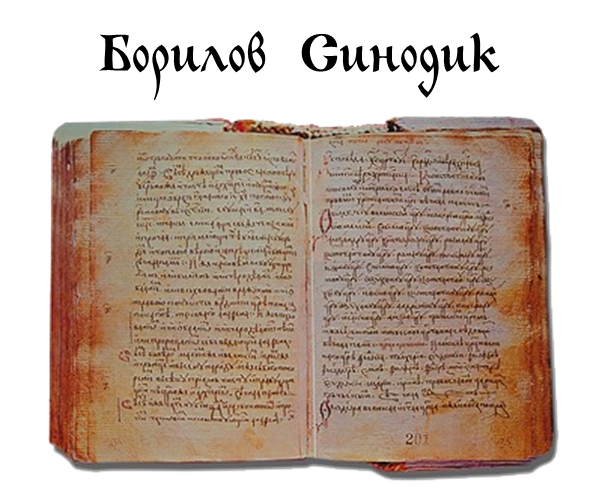
A Borilovijat szinodik

Ugyancsak a 10. században jelentek meg Bulgáriában a bogumilok, egy eretneknek nyilvánított vallási irányzat követői, akik mindenféle intézményt –  beleértve a templomokat is – a Sátán művének tartottak, így az egyházi szertartásokat, ikonokat is elítélték, ellenezték a háborút és a gazdagságot, a szegénységet vélték az igazi erénynek és erős antifeudalista nézeteket vallottak. Bár az egyház mindent megtett a bogumilizmus terjedése ellen, megakadályozni nem tudta. Bogumilok által írt mű alig maradt fenn, mert az egyház ezeket a műveket rendre elégette. Az egyik ilyen megmaradt írás 10-11. században keletkezett Tajnata kniga vagy Tajna kniga (Тайната книга/Тайна книга, „Titkos könyv”), melyben Jézus által szólaltatnak meg a bogumil tanok. A mű eredeti példánya rég elveszett, két latin betűs másolata ismert, az egyik 12. századi, a másik a 14. században keletkezett.
A legismertebb bogumilellenes mű a Beszeda protiv bogomilite (Беседа против богомилите, „Beszéd a bogumilok ellen”), melyet Prezviter Kozma (Презвитер Козма) írt a 10. század második felében. 1211-ből származik a Borilovijat szinodik (Бориловият синодик, „Boril-féle gyűjtemény”), mely azon zsinatok határozatait tartalmazza, melyeket a bogumilok ellen hoztak. Evtimij Tarnovszki (Евтимий Търновски) írta a Zsitie na Ilarion Maglenszki (Житие на Иларион Мъгленски. „Ilarion Maglenszki életrajza”) című művet, mely a 12. század második felében zajló bogumilellenes harcot taglalja.
A bogumilizmus az egész Balkánon elterjedt, de hatással volt nyugat-európai (például az olasz és a provance-i) eretnekmozgalmakra is.

## Második bolgár cárság (1186–1396)
Csaknem 170 év után, a bojárok felkelését követően, 1186-ban Bulgária felszabadult a bizánci uralom alól, az új cárság fővárosa Tarnovo lett. Az országban azonban súlyos belviszályok zajlottak, számos háborút is vívtak, így az irodalom fejlődése megrekedt. Csupán a 13. század második felében és 14. században indul újra, ezt tartják a bolgár irodalom második aranykorának. Tarnovo és az uralkodó által támogatott rilai kolostor mellett Vidin is jelentős irodalmi központnak számított ebben az időszakban. A 14. században Velencével és Genovával voltak az országnak jó kereskedelmi kapcsolatai, ami együtt járt a kulturális kapcsolatok erősödésével is. Az olasz humanizmus képviselői megfordultak a bolgár fővárosban, a könyvmásoló iskolát pedig külföldiek is látogatták. Ennek ellenére a bolgár irodalmat némiképp gúzsba kötötte a dogmatikus ragaszkodás a hagyományokhoz: az irodalom nyelve még a 14. században is a 9. századi állapotokat tükrözte. Ez gondot okozott a másolatok készítésekor is, ami miatt Evtimij pátriárka azon fáradozott, hogy létrehozza a nyelvi és nyelvtani egységet. Ebben az időszakban már nem másolták szó szerint a görög mintákat, de ragaszkodtak a az ortodox bizánci szemléletekhez. Juhász Péter szerint „műveiket a hagyományos retorikus szellem, a sablonos stilisztikai eszközök használata, az értelmetlenül túldíszített forma, a konkrét és individuális elem hiánya jellemezte.” Ugyanakkor a tarnovói iskola művei már tényszerűbbek, a hősök individuálisabbak, megjelennek a hazafias érzések. A földrajzi és természettudományos művek tartalmilag egyre gazdagabbak lettek. A cár utasítására több kéziratot is lemásoltak, például a Manaszieva hronikát (Манасиева хроника, „Konsztantinosz Manasszesz verses krónikája”), de miniatúrákkal díszített gyűjtemények is születtek ekkor, például a Londonszko csetirievangelie  (Лондонско четириевангелие, „Londoni evangélium”, vagy a Tomicsev plasztir (Томичeв псалтир, „Tomics-féle zsoltároskönyv”).
Iván Sándor cár idejében terjedtek el Bulgáriában a hészükhazmus tanításai, a cár befogadott két menekülőt, Gregoriosz Szinaitészt (1265–1346) és Gregoriosz Palamaszt (1296–1359), akik segítségével felépítette a Paroria kolostort, ahol a hészükhizmus bolgár tanítványai tanulhattak. Közéjük tartozott Teodoszij Tarnovszki (Теодосий Търновски, 1330–1363), aki 1350-ben a kilifarevói kolostor alapítója volt. Az ő tanítványai voltak a szláv ortodox irodalomra később nagy hatást gyakorló Evtimij Tarnovszki és Kiprián.

## A török hódoltság időszaka (15.–18. század)

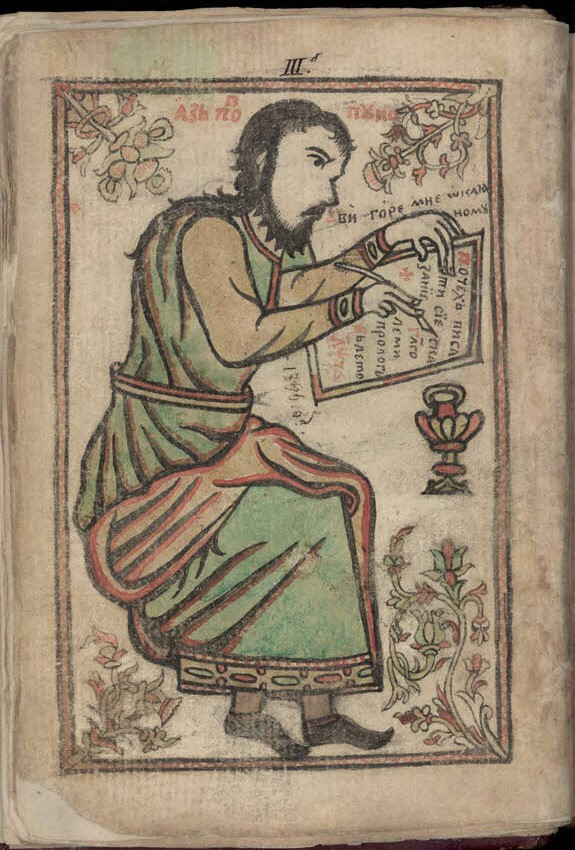
Részlet a Poppuncsov szbornik (Поппунчов сборник) című damaszkinból

A bolgár irodalom épp csak elkezdte élni a második virágkorát, amikor 1396-ban Bulgária elesett és I. Bajazid oszmán szultán jóvoltából az Oszmán Birodalom bekebelezte. Az ország kulturális fejlődése ennek következtében megrekedt a középkori színvonalon. A törökök megszüntették a kulturális központokat, felszámolták a nemzeti egyházat, rengeteg könyv és kézirat elpusztult. A művelt szerzetesek egy része Oroszországba, a Havasalföldre és Szerbiába menekült. Az irodalmi élet apró, eldugott kolostorokban folytatódott, mint amilyen a Hilendar és a Zograf, különösen az ország nyugati részén, ami távolabb esett az oszmán erők központjától. Jelentős Evtimij Tarnovszki tanítványai tevékenysége, mint például Konsztantin Kosztenecski (1380?–1440?), Grigorij Camblak (1364–1420), Vladiszlav Gramatik (1420?–1485?) vagy Dimitar Kantakuzin, akik a szerb-bolgár irodalmi kapcsolatok ápolásában is részt vettek. A törököknek való behódolás időszakát írja le a Balgarszka anonimna hronika (Българската анонимна хроника, „Anonim bolgár krónika”), mely 1296 és 1413 közötti eseményeket mesél el, és azt a konklúziót vonja le, hogy az oszmán seregeknek a Balkán népei közötti széthúzás miatt sikerült győzniük. Ebben az időszakban több orosz nyelvű kézirat is bekerült az országba, fokozódott az orosz irodalom hatása. A román irodalommal való kapcsolat is ekkor erősödött meg. Moldvában és a Havasalföldön az egyház nyelve már egy ideje a bolgár volt, a törökök elől elmenekült bolgár könyvmásolók munkássága pedig számos szláv nyelvű román irodalmi művet eredményezett. Innen került vissza Bulgáriába például a Rilszko evangelie (Рилско евангелие, „Rilai evangélium”), a Kievszki szbornik (Киевски сборник, „Kijevi gyűjtemény”) vagy a Kotlenszki szbornik (Котленски сборник, „Koteli gyűjtemény”).
A 16. században a fennmaradt bolgár könyveket és az egyház relikviáit Szófiában és a környékbeli kolostorokban próbálták megőrizni, a szófiai irodalmi iskolában, mely az óbolgár irodalom utolsó központja volt, a törökök által megtűrt egyházi iskolák egyike. Jelentős személyiségei közé tartozik Pejo pópa (Поп Пейо) és Matej Gramatik (Матей Граматик), akik kortársaikról írtak, ráadásul már nem kifejezetten egyházi olvasóközönségnek, hanem a népnek. Két vértanúról, Georgi és Nikola Noviról emlékeztek meg, akik a kereszténységért és a bolgár hazáért haltak meg.
A 17. és 18. században alig létezett irodalmi élet Bulgáriában, a politikai és társadalmi viszonyok nem tették lehetővé az irodalmi fejlődést. Ugyan az Oszmán Birodalom elkezdett hanyatlásnak indulni és számos kisebb-nagyobb helyi felkelés szövődött az elnyomók ellen, a nép helyzete egyre keservesebbé vált, ahogy a török hűbérurak a terület még keményebb kifosztásával igyekeztek kompenzálni a veszteségeket. A nép nyomorgott, a templomokat bezárták vagy mecsetté alakították, a papok egyre műveletlenebbé váltak. Ebben az időszakban csak néhány kolostorban foglalkoztak könyvírással, ahonnan is kiemelkednek a gyűjteményes munkák, melyek már nem az elavult egyházi nyelven íródtak, hanem sokkal közelebb állnak a nép beszélt nyelvéhez. Kétféle csoportra lehet osztani ezeket a munkákat: vegyes gyűjteményekre és damaszkinokra. Előbbiek korábbi bolgár irodalmi műveket tartalmaztak, vagyis erősen vallásosak voltak. A damaszkinok eleinte Damaszkénosz Sztuditész (újgörögül: Damaszkinósz Sztudítisz; Δαμασκηνός Στουδίτης, ?–1577) beszédeiből álltak, majd más szerzők, például Aranyszájú Szent János beszédei is belekerültek, majd különféle tanításokkal, életrajzokkal, elbeszélésekkel bővültek, a nép nyelvén írva. Az egyik legolvasottabb damaszkin a Szakroviste (Съкровище, „Kincs”), melyet tíz nyelvre fordítottak le. A legtöbb fordító és másoló neve ismeretlen, de vannak ismert személyek, mint Joszif Bradati (Йосиф Брадати, 1714?–1758?), aki a beszédekbe a bolgár nép életének elemeit is belecsempészte, ezzel közelebb hozva a műfajt a nemzeti újjászületés irodalmához.